# Cristiano Amon
Cristiano R. Amon (* 1970 in Campinas) ist ein brasilianischer Elektroingenieur und Manager der Halbleiterindustrie.

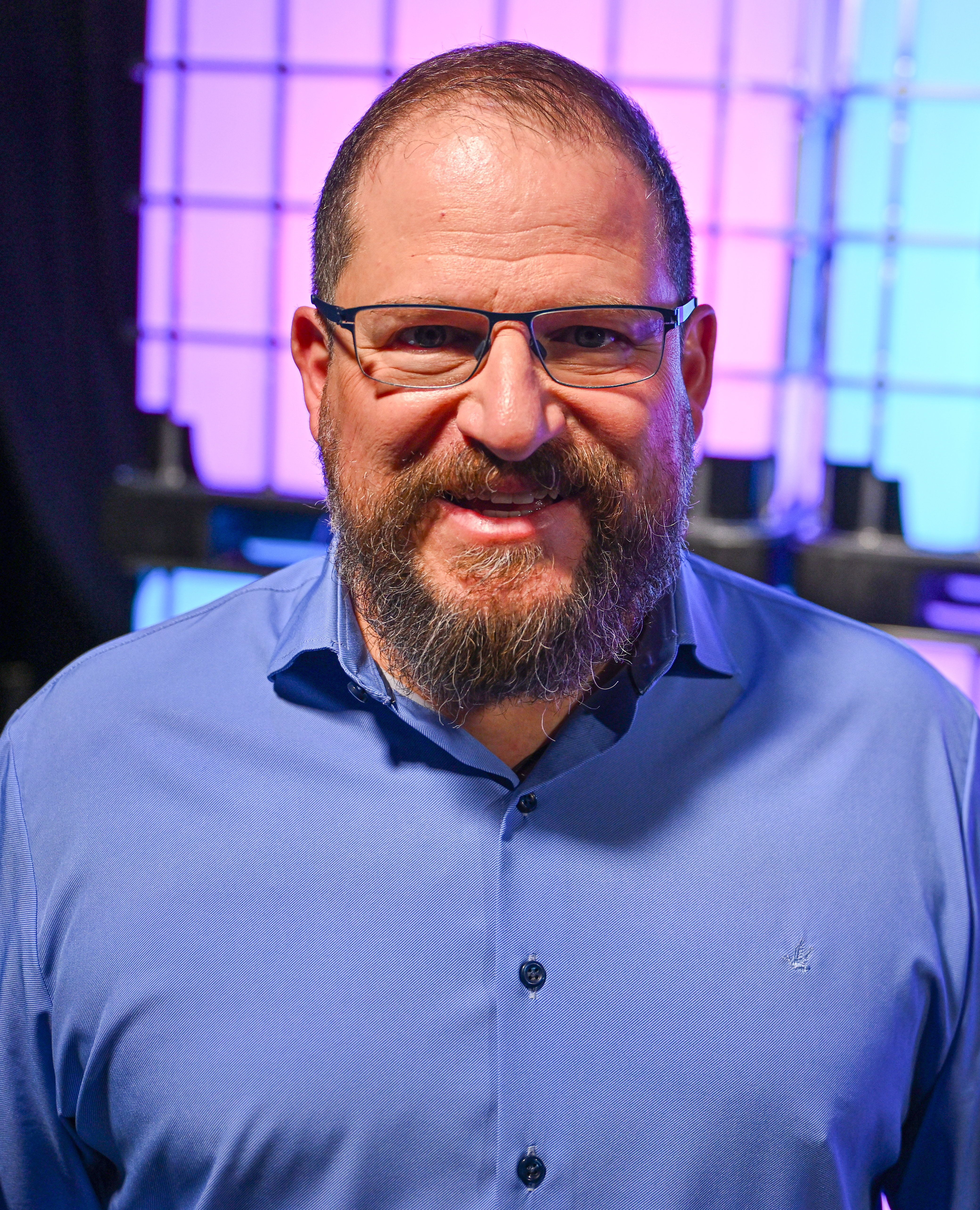
Cristiano Amon 2024

Er ist Geschäftsführer (CEO) von Qualcomm in San Diego.

## Leben und Wirken
Amon wurde in Campinas im brasilianischen Bundesstaat São Paulo geboren und ist dort aufgewachsen. Wie sein Vater wählte er ein Studium der Elektrotechnik. Dazu besuchte er die Universidade Estadual de Campinas in São Paulo und schloss dort als Elektroingenieur mit dem Titel eines Bachelor of Science 1992 ab. Weil er schon längere Zeit Interesse an Funktechnik hatte, trat er bei Nippon Electric Corporation in Brasilien seine erste Stelle an. Dieses Unternehmen war beim Mobilfunk international tätig und transferierte Amon an den Firmenhauptsitz in Tokyo. Dort studierte er Varianten des digitalen Mobilfunks für die zweite Generation (2G). Zu diesem Zweck besuchte er Qualcomm in Kalifornien, um die CDMA-Technik besser kennen zu lernen. Dies führte dazu, dass er 1995 von Qualcomm angestellt wurde, um in Lateinamerika für Qualcomm tätig zu werden. Vier Jahre später wechselte er zu Ericsson, einem schon damals bedeutenden Anbieter von Mobilfunkinfrastruktur. Nach kurzer Zeit trat er der Wagnisfinanzierungsgesellschaft Velocom bei, welche Beteiligungen an Telekomfirmen in Lateinamerika hielt. Als deren Beteiligung an Vésper SA, einem Mobilfunkbetreiber in Brasilien, in Schwierigkeiten geriet, wurde Amon dort als Manager eingesetzt.
Nach erfolgreichem Turnaround kehrte er 2004 zu Qualcomm zurück. Im Laufe der Zeit hat er für dieses Unternehmen verschiedene Führungspositionen innegehabt. So leitete er als Präsident das Halbleitergeschäft von Qualcomm ab 2018. Anschließend konnte er die strategische Ausrichtung dieses Unternehmens mitgestalten. Darüber hinaus hat er die erfolgreiche Durchführung von Fusionen und Übernahmen überwacht, um die Fähigkeiten von Qualcomm zu erweitern und das Wachstum in Schlüsselbereichen zu beschleunigen.
Seit Amon ab Juni 2021 Geschäftsführer (CEO) der Gesamtfirma Qualcomm ist, hat er neue Ziele und Partnerschaften angekündigt. So will er gegen die Vorherrschaft von Intel bei Mikroprozessoren für PCs ankämpfen und mit Microsoft Chips für Brillen zur Betrachtung Erweiterter Realität entwickeln. Amon kündigte an, auch  in die Gebiete der Elektronik in Automobilen und generell dem Internet of Things zu expandieren.
Als CEO trat Amon die Nachfolge seiner Vorgänger Irwin Jacobs, Paul E. Jacobs und  Steve Mollenkopf an.

## Weitere Tätigkeiten
- Aufsichtsratsvorsitzender (Chairman) der Semiconductor Industry Association als weltweit bedeutendster Vereinigung der Halbleiterindustrie.[7]

## Ehrungen
- Ehrendoktor der UNICAMP (Universidade Estadual de Campinas), São Paulo, Brasilien